# Cephalophus silvicultor
Cephalophus silvicultor або Жовтоспинний дуїкер — вид парнокопитних ссавців родини Бикові (Bovidae) . Це найчисельніший вид дуїкерів, що мешкає в Центральній і Західній Африці, від Сенегалу на заході до західної Уганди і Гамбії на сході і до Руанди, Бурунді і Замбії на півдні.

## Таксономія і етимологія
|  | Танзанійський дуїкер |
|  |                      |
|  | Жовтоспинний дуїкер  |
|  |                      |

|  | Дуїкер Джентінка    |
|  |                     |
|  | Чорноспинний дуїкер |
|  |                     |

|  | Танзанійський дуїкер |
|  |                      |
|  | Жовтоспинний дуїкер  |
|  |                      |

|  | Дуїкер Джентінка    |
|  |                     |
|  | Чорноспинний дуїкер |
|  |                     |

|  | Танзанійський дуїкер |
|  |                      |
|  | Жовтоспинний дуїкер  |
|  |                      |

|  | Дуїкер Джентінка    |
|  |                     |
|  | Чорноспинний дуїкер |
|  |                     |

|  | Танзанійський дуїкер |
|  |                      |
|  | Жовтоспинний дуїкер  |
|  |                      |

|  | Дуїкер Джентінка    |
|  |                     |
|  | Чорноспинний дуїкер |
|  |                     |

|  | Танзанійський дуїкер |
|  |                      |
|  | Жовтоспинний дуїкер  |
|  |                      |

|  | Дуїкер Джентінка    |
|  |                     |
|  | Чорноспинний дуїкер |
|  |                     |

|  | Танзанійський дуїкер |
|  |                      |
|  | Жовтоспинний дуїкер  |
|  |                      |

|  | Дуїкер Джентінка    |
|  |                     |
|  | Чорноспинний дуїкер |
|  |                     |

|  | Танзанійський дуїкер |
|  |                      |
|  | Жовтоспинний дуїкер  |
|  |                      |

|  | Дуїкер Джентінка    |
|  |                     |
|  | Чорноспинний дуїкер |
|  |                     |

|  | Танзанійський дуїкер |
|  |                      |
|  | Жовтоспинний дуїкер  |
|  |                      |

|  | Дуїкер Джентінка    |
|  |                     |
|  | Чорноспинний дуїкер |
|  |                     |

|  | Танзанійський дуїкер |
|  |                      |
|  | Жовтоспинний дуїкер  |
|  |                      |

|  | Дуїкер Джентінка    |
|  |                     |
|  | Чорноспинний дуїкер |
|  |                     |

|  | Танзанійський дуїкер |
|  |                      |
|  | Жовтоспинний дуїкер  |
|  |                      |

|  | Дуїкер Джентінка    |
|  |                     |
|  | Чорноспинний дуїкер |
|  |                     |

|  | Танзанійський дуїкер |
|  |                      |
|  | Жовтоспинний дуїкер  |
|  |                      |

|  | Дуїкер Джентінка    |
|  |                     |
|  | Чорноспинний дуїкер |
|  |                     |

|  | Танзанійський дуїкер |
|  |                      |
|  | Жовтоспинний дуїкер  |
|  |                      |

|  | Дуїкер Джентінка    |
|  |                     |
|  | Чорноспинний дуїкер |
|  |                     |

|  | Танзанійський дуїкер |
|  |                      |
|  | Жовтоспинний дуїкер  |
|  |                      |

|  | Дуїкер Джентінка    |
|  |                     |
|  | Чорноспинний дуїкер |
|  |                     |

|  | Танзанійський дуїкер |
|  |                      |
|  | Жовтоспинний дуїкер  |
|  |                      |

|  | Дуїкер Джентінка    |
|  |                     |
|  | Чорноспинний дуїкер |
|  |                     |

|  | Танзанійський дуїкер |
|  |                      |
|  | Жовтоспинний дуїкер  |
|  |                      |

|  | Дуїкер Джентінка    |
|  |                     |
|  | Чорноспинний дуїкер |
|  |                     |

|  | Танзанійський дуїкер |
|  |                      |
|  | Жовтоспинний дуїкер  |
|  |                      |

|  | Дуїкер Джентінка    |
|  |                     |
|  | Чорноспинний дуїкер |
|  |                     |

|  | Танзанійський дуїкер |
|  |                      |
|  | Жовтоспинний дуїкер  |
|  |                      |

|  | Дуїкер Джентінка    |
|  |                     |
|  | Чорноспинний дуїкер |
|  |                     |

|  | Танзанійський дуїкер |
|  |                      |
|  | Жовтоспинний дуїкер  |
|  |                      |

|  | Дуїкер Джентінка    |
|  |                     |
|  | Чорноспинний дуїкер |
|  |                     |

|  | Танзанійський дуїкер |
|  |                      |
|  | Жовтоспинний дуїкер  |
|  |                      |

|  | Дуїкер Джентінка    |
|  |                     |
|  | Чорноспинний дуїкер |
|  |                     |

|  | Танзанійський дуїкер |
|  |                      |
|  | Жовтоспинний дуїкер  |
|  |                      |

|  | Дуїкер Джентінка    |
|  |                     |
|  | Чорноспинний дуїкер |
|  |                     |

|  | Танзанійський дуїкер |
|  |                      |
|  | Жовтоспинний дуїкер  |
|  |                      |

|  | Дуїкер Джентінка    |
|  |                     |
|  | Чорноспинний дуїкер |
|  |                     |

|  | Танзанійський дуїкер |
|  |                      |
|  | Жовтоспинний дуїкер  |
|  |                      |

|  | Дуїкер Джентінка    |
|  |                     |
|  | Чорноспинний дуїкер |
|  |                     |

|  | Танзанійський дуїкер |
|  |                      |
|  | Жовтоспинний дуїкер  |
|  |                      |

|  | Дуїкер Джентінка    |
|  |                     |
|  | Чорноспинний дуїкер |
|  |                     |

|  | Танзанійський дуїкер |
|  |                      |
|  | Жовтоспинний дуїкер  |
|  |                      |

|  | Дуїкер Джентінка    |
|  |                     |
|  | Чорноспинний дуїкер |
|  |                     |

|  | Танзанійський дуїкер |
|  |                      |
|  | Жовтоспинний дуїкер  |
|  |                      |

|  | Дуїкер Джентінка    |
|  |                     |
|  | Чорноспинний дуїкер |
|  |                     |

|  | Танзанійський дуїкер |
|  |                      |
|  | Жовтоспинний дуїкер  |
|  |                      |

|  | Дуїкер Джентінка    |
|  |                     |
|  | Чорноспинний дуїкер |
|  |                     |

|  | Танзанійський дуїкер |
|  |                      |
|  | Жовтоспинний дуїкер  |
|  |                      |

|  | Дуїкер Джентінка    |
|  |                     |
|  | Чорноспинний дуїкер |
|  |                     |

|  | Танзанійський дуїкер |
|  |                      |
|  | Жовтоспинний дуїкер  |
|  |                      |

|  | Дуїкер Джентінка    |
|  |                     |
|  | Чорноспинний дуїкер |
|  |                     |

|  | Танзанійський дуїкер |
|  |                      |
|  | Жовтоспинний дуїкер  |
|  |                      |

|  | Дуїкер Джентінка    |
|  |                     |
|  | Чорноспинний дуїкер |
|  |                     |

|  | Танзанійський дуїкер |
|  |                      |
|  | Жовтоспинний дуїкер  |
|  |                      |

|  | Дуїкер Джентінка    |
|  |                     |
|  | Чорноспинний дуїкер |
|  |                     |

|  | Танзанійський дуїкер |
|  |                      |
|  | Жовтоспинний дуїкер  |
|  |                      |

|  | Дуїкер Джентінка    |
|  |                     |
|  | Чорноспинний дуїкер |
|  |                     |

|  | Танзанійський дуїкер |
|  |                      |
|  | Жовтоспинний дуїкер  |
|  |                      |

|  | Дуїкер Джентінка    |
|  |                     |
|  | Чорноспинний дуїкер |
|  |                     |

Філогенетичне дослідження 2001 року розділило Cephalophinae на три окремі гілки — гігантські дуїкери, східноафриканські червоні дуїкери і західноафриканські червоні дуїкери. Жовтоспинний дуїкер був віднесений до гілки гігантських дуїкерів, разом з  чорноспинним дуїкером (C. dorsalis), Танзанійським дуїкером (C. spadix) і дуїкером Джентінка (C. jentinki). В 2012 році на основі мітоходріального аналізу була створена кладограма підродини Cephalophinae (дуїкер). Вона показала, що всередині групи "гігантських дуїкерів", жовтоспинний дуїкер формує кладу разом з танзанійським дуїкером, а Sylvicapra є до цієї клади сестринським видом. Аналогічно, дуїкер Джентінка і чорноспинний дуїкер формують кладу, сестринську до зебрового дуїкера. 
Жовтоспинний дуїкер є типовим видом роду Cephalophus. Був вперше описаний англійським ботаніком Адамом Афіцеліусом в журналі Nova Acta Regiæ Societatis Scientiarum Upsaliensis в 1815 році. Silvicultor складається з двох латинських слів: silva, що означає деревина, та kultus, що означає вирощувати. Видова назва, очевидно, вказує на місця проживання антилопи.
Визнано чотири підвиди: 
- C. s. curticeps Grubb and Groves, 2002
- C. s. longiceps Gray, 1865
- C. s. ruficrista Bocage, 1869
- C. s. silvicultor (Afzelius, 1815)

## Опис

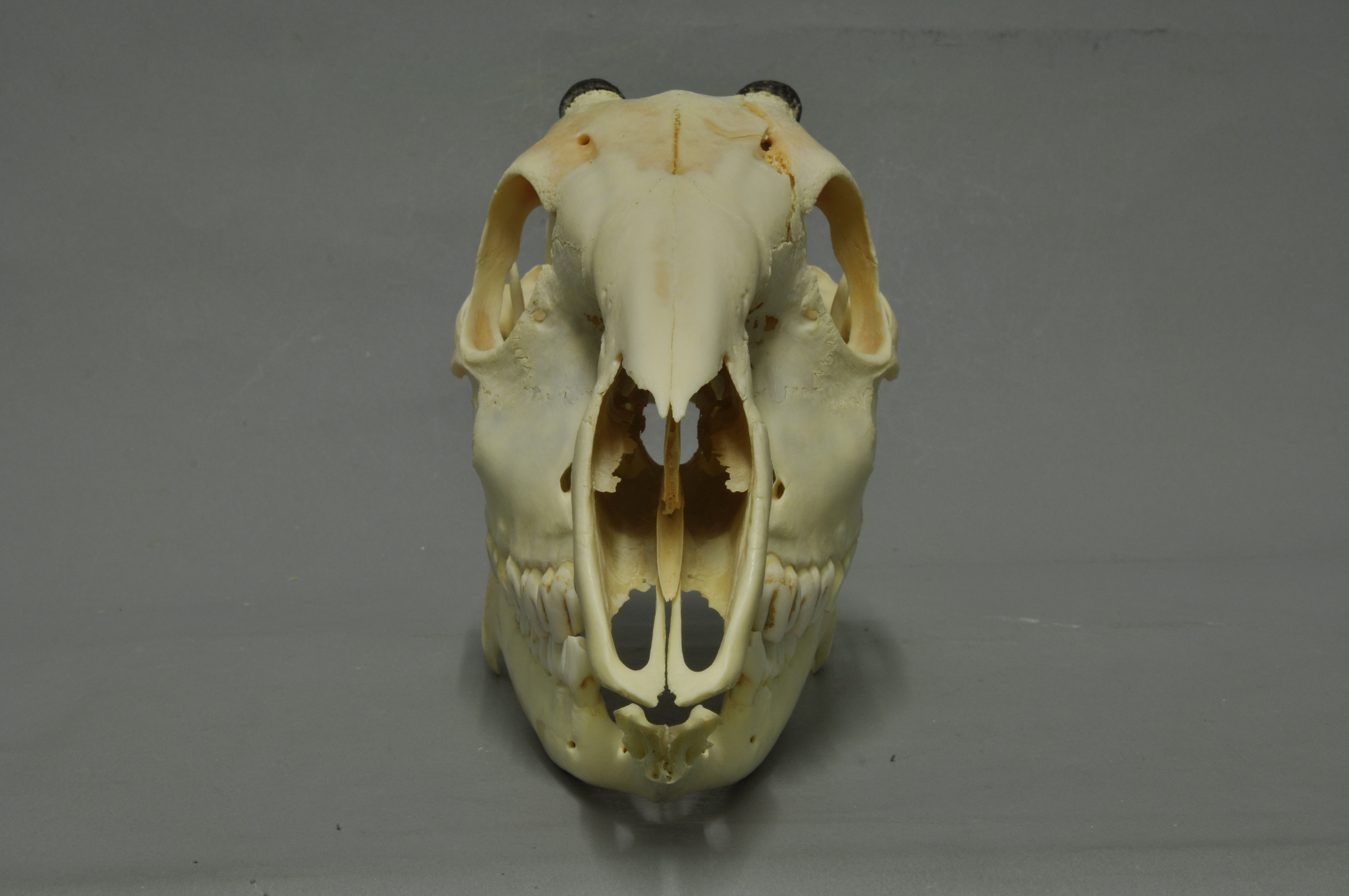
Череп жовтоспинного дуїкера

Жовтоспинний дуїкер має опуклу форму тіла: його круп вищий за плечі. Вони мають короткі ріжки довжиною від 8,5 до 21 см,, циліндричної форми, ребристі біля основи. Між рогами знаходиться яскраво-рудий волосяний гребінь. Відповідно до їх назви, жовтоспинні дуїкери мають характерну пляму жовтого забарвлення на крупі. Самки жовтоспинних дуїкерів часто виростають трохи більшими за самців.  Забарвлення у самців і самок майже ідентичне, і статевий диморфізм у цього виду взагалі маловиражений. Довжина тіла (разом з головою) сягає від 115 до 145 см, з коротким хвостом довжиною 11-18 см. Жовтоспинний дуїкер важить приблизно 60–80 кг, що робить його найбільшим у своєму роді. Він має потужну мускулатуру щелеп і горла.

## Екологія

### Середовище проживання і поведінка
Жовтоспинні дуїкери - лісові тварини, і живуть у найрізноманітніших типах лісів: у напівлистопадних, дощових, прибережних і гірських. Однак їх можна зустріти і у буші, в ізольованих лісових масивах, на галявинах у савані. Їхня опукла форма тіла добре підходить для життя в лісі, дозволяє швидко переміщатись пущею та чагарником.
Дуїкери дуже полохливі й легко піддаються стресу; коли вони налякані чи переслідуються, вони тікають від загрози майже наосліп. Утримувані в неволі дуїкери часто травмуються, через ситуації, викликані стресом.
Жовтоспинні дуїкери активні й удень, і вночі. Вони живуть поодиноко чи парами, рідко невеликими стадами. Через невловимість про їхні звички дуже мало відомо, у порівнянні з іншими копитними. Їхні невловимі звички означають, що про їхню екологію та демографію відомо дуже мало порівняно з іншими копитними. Розмножуються протягом усього року, часто двічі на рік. 
Жовтоспинні дуїкери можуть розмножуватися протягом всього року, іноді два рази на рік. Самка народжує одне маля; вагітність триває від 4 до 7 місяців. Теля ховається протягом першого тижня життя і відлучується від молока через 3-5 місяців після народження. Статева зрілість настає у самців у віці від 12 до 18 місяців, а у самок - від 9 до 12 місяців. Тривалість життя становить від 10 до 12 років у дикій природі, тоді як у неволі до 22,5 року.

### Дієта
Ці лісові антилопи вибірково харчуються рослинами або частинами рослин, такими як пагони, коріння, листя та бруньки, але їх раціон в основному складається з плодів. Жовтоспинний дуїкер може перетравлювати їжу нижчої якості, ніж більшість інших видів дуйкерів. Це дозволяє їм їсти великі фрукти низької якості. Їх дієта ускладнює утримання в неволі, оскільки більшість культурних видів рослин погано відповідають їх потребам в клітковині, яку вони мало здатні перетравляти. Жовтоспинні дуїкери - одні з небагатьох антилоп, які можуть їсти м’ясо. Іноді вони вбивають і їдять дрібних тварин, таких як птахи. 

## Полювання
В лісах Західної і Центральної Африки дуїкери - це найчастіша мисливська здобич.  Вони не тільки є важливим джерелом білку для людей, що живуть поблизу лісів, але також життєво важливе джерело доходу.  Полохлива природа тварини змушує жовтоспинних дуїкерів завмирати при світлі смолоскипів, що робить їх дуже легкими для нічного полювання. Надмірне полювання становить високу загрозу для жовтоспинного дуїкера та його родичів. Зараз МСОП дає жовтоспинному дуїкеру статус вида, положення якого близьке до загрозливого, але якщо негативні тенденції продовжуватимуться, місця проживання тварини ставатимуть дедалі фрагментованішими, і його статус 
доведеться переглянути. 